# ГЕС Люсеботн 2
ГЕС Люсеботн 2 — гідроелектростанція на півдні Норвегії за півсотні кілометрів на схід від Ставангеру. Використовує ресурс зі сточища річок, котрі впадають до периферійних фіордів із системи Boknafjorden — великого фіорду, котрий виходить до Північного моря між Ставангером та Гаугесунном.
З 1953 року північніше від Люсе-фіорду (лежить на південний схід від Boknafjorden і сполучений з ним через Hogsfjorden та Horgefjorden) діяла ГЕС Люсеботн, яка використовувала в своїй роботі два основних водосховища Lyngsvatnet і Strandvatnet.
Lyngsvatnet розташоване на Lyngsåna, правій притоці Årdalselva, що тече до Ardalsfjorden (східне відгалуження в системі Boknafjorden, яке лежить північніше від Люсе-фіорду). Цей резервуар створили за допомогою трьох кам'яно-накидних споруд, одна з яких перекрила Lyngsåna, а дві призначаються для закриття сідловин на заході (неподалік від витоку Lyngsåna) та півдні (на водорозділі зі сточищем річки Dalaana, котра тече до Люсе-фіорду). Західні греблі звели у 1964-му, а в середині наступного десятиліття їх наростили та додали південну споруду. В результаті утворилось витягнуте на 11 км водосховище з площею поверхні 13 км2 та корисним об'ємом 516 млн м3, що забезпечується коливанням рівня між позначками 636,4 та 686,4 метра НРМ (наполовину за рахунок здреновування нижче від природного рівня).
Окрім власного стоку, до Lyngsvatnet перекидається додатковий ресурс із двох напрямків. З північного заходу через короткий — біля 0,6 км — тунель подається ресурс із озера Svartavatnet, яке струмком elv fra Svartavatnet дренується праворуч до Lyngsåna. Значно більше значення має північно-східна дериваційна система, яка включає водосховище Briavatnet на Årdalselva. Зведена тут 1965 року бетонна гребля утворила водойму з площею поверхні 0,7 км2 та корисним об'ємом 16 млн м3, що забезпечується коливанням рівня між позначками 648 та 693 метри НРМ.
Від Briavatnet до Lyngsvatne прокладений дериваційний тунель довжиною 6 км з перетином 30 м2. Приблизно посередині маршруту на ньому облаштований резервний скид до сточища річки Stølsåna (впадає праворуч до Lysevassdraget незадовго до завершення останньої у Люсе-фіорді), на якій дещо нижче по течії знаходиться друге основне водосховище системи Strandvatnet.
Зведена в 1954 році бетонна гребля перетворила Strandvatnet на водосховище з корисним об'ємом 22,3 млн м3 та припустимим коливанням рівня поверхні між позначками 619,3 та 635,3 метра НРМ. Окрім власного стоку, воно отримує поповнення з лівобережжя Stølsåna, де прокладений водозбірний тунель довжиною 6,5 км, сполучений з водозаборами на кількох притоках Stølsåna — річці elv fra Kamsvatnet (та її правій притоці Kjelkeskardbekken) і струмках bekk fra Reinsknuten, elv fra Langatjørna, bekk fra Urdafjellet (øst) та bekk fra Urdafjellet (vest).
У відповідності до схеми старої станції Люсеботн, ресурс з Lyngsvatnet по тунелю довжиною 2,5 км з перетином 18 м2 надходив до Strandvatnet, звідки спрямовувався далі на південь по іншому тунелю довжиною 2,4 км з перетином 24 м2 до водосховища Storatjorna (створене на основі озера, котре природним шляхом дренується праворуч до Stølsåna через elv fra Storatjørna). Останнє має такий саме припустимий діапазон коливань поверхні, як і Strandvatnet, при корисному об'ємі лише 1 млн м3. Окрім припливу з двох головних резервуарів системи, до нього зі сходу подавали ресурс із водозаборів на озерах Krokatjorna та Gunitjorna (через bekk fra Krokatjørna і bekk fra Guritjern мають сток праворуч до Stølsåna), що потребувало двох послідовних тунелів загальною довжиною біля 2 км. Крім того, до тунелю між Strandvatnet та Storatjorna приєднується бічне відгалуження довжиною 0,6 км, сполучене із озером Nordrestolstjoma (дренується Fylgjesdalsbekken, котра впадає до Люсе-фіорду західніше від устя Lysevassdraget). У підсумку зібрана у Storatjorna вода подавалась до розташованого на північному узбережжі Люсе-фіорду машинного залу станції Люсеботн, котра мала потужність у 210 МВт та виробляла 1,3 млрд кВт-год електроенергії на рік.
У середині 2010-х реалізували проект спорудження на заміну наявній нової ГЕС Люсеботн 2. Вона мала використовувати ту саме водозбірну мережу, проте організували новий маршрут подачі води до машинного залу, котрий би максимізував використання наявного перепаду висот. Тепер головний дериваційний тунель починається одразу із Lyngsvatnet, рівень якого на півсотні метрів вище від рівня Strandvatnet. На своєму шляху новий тунель довжиною біля 6 км проходить повз західне завершення останнього резервуару та сполучається з ним через спеціальний клапанний вузол, котрий дозволяє залучати до роботи ресурс із Strandvatnet. На ділянці від Lyngsvatnet тунель має перетин 33 м2, а після Strandvatnet цей показник збільшується до 45 м2. З урахуванням змін у схемі подачі води до машинного залу тунель між Strandvatnet і Storatjorna виявився реверсованим та тепер забезпечує подачу води із зазначених вище чотирьох озер до Strandvatnet.
Новий машинний зал розмістили на схід від старого та обладнали двома турбінами типу Френсіс потужністю по 185 МВт. Вони використовують напір від 619 до 687 метрів (номінальний напір 670 метрів) та повинні забезпечувати виробництво 1,5 млрд кВт-год електроенергії на рік.
Відпрацьована вода по відвідному тунелю довжиною 1,2 км з перетином 45 м2 транспортується до Люсе-фіорду.
Видача продукції відбувається по ЛЕП, розрахованій на роботу під напругою 132 кВ.